# باز ريتشي
باز ريتشي هو مصرفي وسياسي أمريكي، ولد في 7 يونيو 1947 في باي شور في الولايات المتحدة. نشط حزبياً في الحزب الديمقراطي. وقد انتخب عضو مجلس نواب فلوريدا ‏.